# Heinrich von Moltke
Heinrich Karl Leonhard Graf von Moltke (* 15. September 1854 in Lauenburg; † 9. April 1922 in Weimar) war ein deutscher Vizeadmiral der Kaiserlichen Marine.

## Leben

### Herkunft
Heinrich von Moltke war ein Sohn des deutsch-dänischen Verwaltungsjuristen und späteren Regierungspräsidenten Adam Friedrich Adamson von Moltke (1816–1885) und Gräfin Fanny Charlotte Anna Louise, geb. von Rantzau (1824–1866). Sein jüngster Bruder war der spätere Generalmajor Konrad von Moltke.

### Militärkarriere
Heinrich von Moltke trat, wie auch sein älterer Bruder Friedrich, am 2. Mai 1870 in die Kaiserliche Marine ein und wurde am 19. März 1885 zum Kapitänleutnant befördert. 1888 war er im II. Coetus an der Marineakademie in Kiel und 1890 im Oberkommando der Marine.
Von Oktober 1893 bis November 1895 war er als Korvettenkapitän Kommandant der Falke. Der deutsche Reiseschriftsteller Otto Ehrenfried Ehlers berichtet 1895 von Begegnungen auf Samoa und einer Fahrt auf der Falke. Am 17. Dezember 1895 erhielt er als Kommandeur der I. Matrosenartillerieabteilung den Königlichen Kronen-Orden 3. Klasse verliehen.
Anfang April 1900 wurde er Kommandant des neu in Dienst gestellten Panzerkreuzers Fürst Bismarck. Im November 1901 gab der das Kommando ab.
1902 war er als Kapitän zur See Chef des Stabes beim Generalinspekteur der Marine, Hans von Koester. Nach der Beförderung zum Konteradmiral 1903 wurde er am 16. Dezember 1904 Zweiter Admiral des Kreuzergeschwaders und Inspekteur der I. Marineinspektion.
1906 wurde er mit dem Charakter als Vizeadmiral aus der Marine verabschiedet.

### Familie
Am 30. Juni 1883 heiratete er in Kiel Hariet Luise Wilhelmine Rücker (1863–1925). Die ältere Schwester seiner Frau, Berta Olga, war mit seinem älteren Bruder Friedrich verheiratet. Aus seiner Ehe mit Hariet gingen mehrere Kinder hervor.